# Antoine Cornil
Antoine Cornil (2 de fevereiro de 1998) é um voleibolista profissional belga, jogador posição ponta. 

## Clubes
| Anos      | Clube                    |
| --------- | ------------------------ |
| 2017—2020 | Knack Randstad Roeselare |
| 2020—2021 | Amiens Métropole VB      |
| 2021—     | Antony Volley            |

## Títulos
Clubes
Copa da Bélgica:
- 2018, 2019[2]

Campeonato Belga:
- 2018, 2019

Supercopa da Bélgica:
- 2018, 2019